# Astrophytum asterias
Astrophytum asterias (basioniem: Echinocactus asterias) is een cactus die afkomstig is uit de lagere regionen van de Rio Grande-vallei in Texas in de Verenigde Staten en uit de staten Nuevo León en Tamaulipas in Mexico. De Nederlandse naam is zeeëgelcactus.
De plant is doornloos en afgeplat. Zowel in cultuur als in het wild bloeien ze gedurende de ganse zomer.
Vooral in Japan is veel veredelingswerk gedaan met deze planten. Resultaten hiervan zijn de cultivar 'Super Kabuto' en de cultivar 'Hanazono Kabuto'.

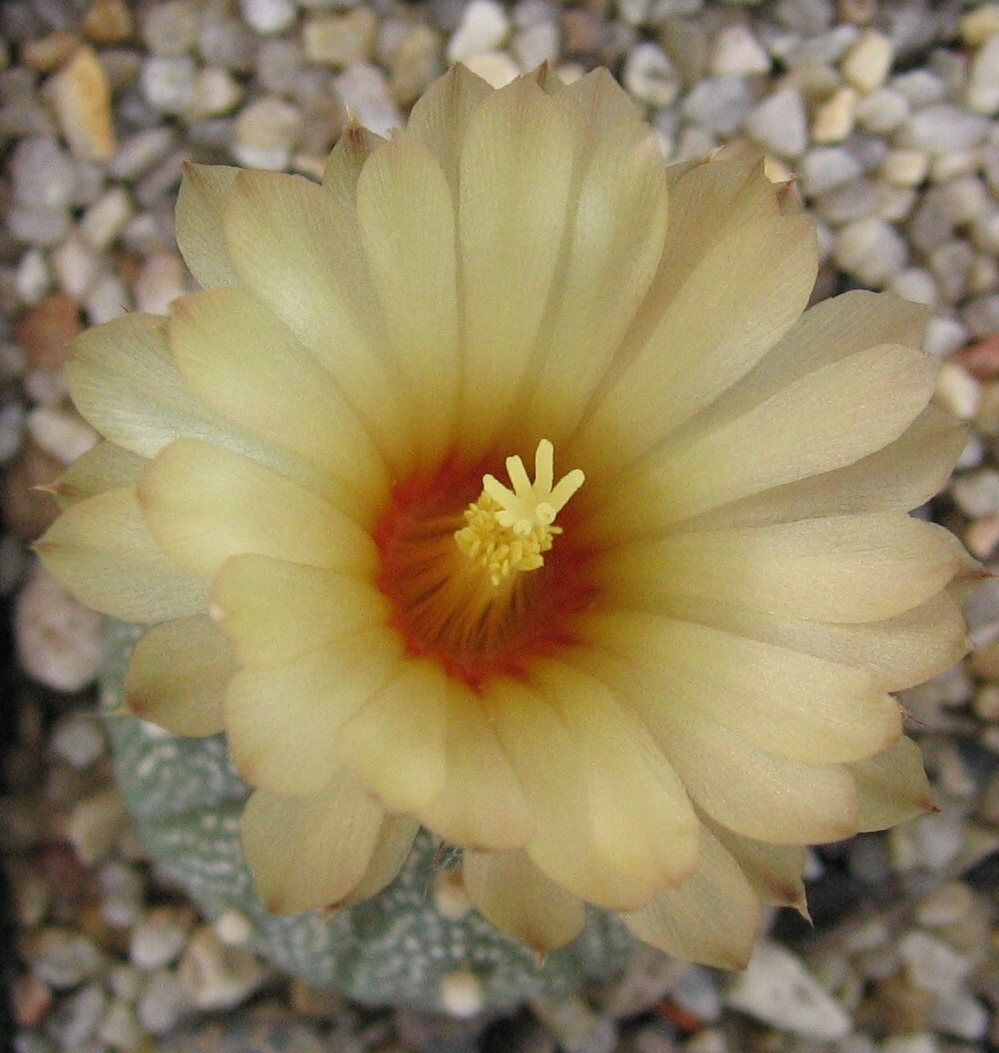
Astrophytum asterias in bloei
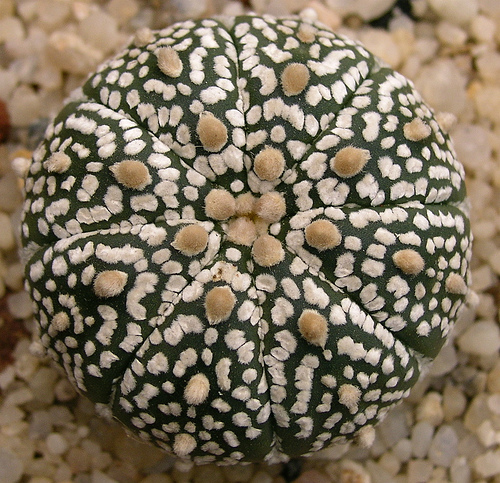
Astrophytum asterias 'Super Kabuto'
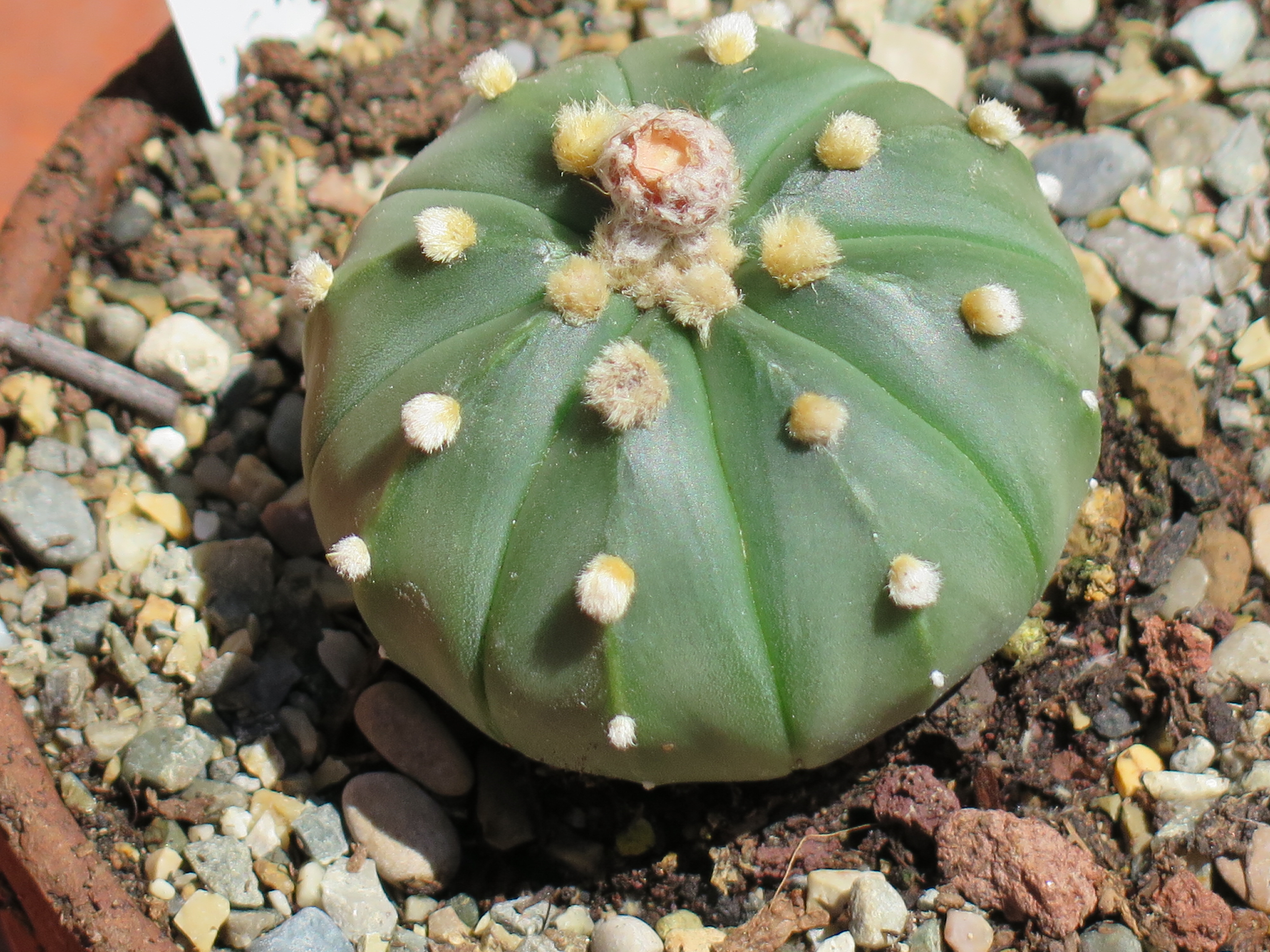
Astrophytum asterias 'Nudum'